# Bela Vista do Paraíso (ort)
Bela Vista do Paraíso är en ort i Brasilien.   Den ligger i kommunen Bela Vista do Paraíso och delstaten Paraná, i den södra delen av landet, 900 km söder om huvudstaden Brasília. Bela Vista do Paraíso ligger 633 meter över havet och antalet invånare är 14 332.
Terrängen runt Bela Vista do Paraíso är kuperad åt nordost, men åt sydväst är den platt. Bela Vista do Paraíso ligger uppe på en höjd. Bela Vista do Paraíso är det största samhället i trakten.
Trakten runt Bela Vista do Paraíso består till största delen av jordbruksmark. Runt Bela Vista do Paraíso är det ganska glesbefolkat, med 31 invånare per kvadratkilometer.